# Poziom energetyczny

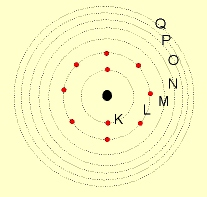
Poziomy energetyczne z powłokami elektronowymi

Poziom energetyczny – energia stanu dostępnego dla cząstki. 
Poziom może być zdegenerowany, jeśli dana wartość energii cechuje więcej niż jeden stan kwantowy. 